# Carl Barât
Carl Barât (* 6. června 1978) je anglický zpěvák a kytarista. V roce 1997 založil společně se zpěvákem Peterm Dohertym skupinu The Libertines. Ta se rozpadla o sedm let později, po vydání dvou studiových alb. V roce 2010 byla jednorázově obnovena. Na scénu se vrátila v roce 2014, přičemž následujícího roku vydala své třetí album. V době její neaktivity působil Barât ve skupině Dirty Pretty Things (2005–2008) a v roce 2010 vydal své první sólové album. Roku 2015 vydal album Let It Reign za doprovodu skupiny The Jackals. Dne 3. dubna 2016 vystoupil s dalšími hosty na koncertu velšského hudebníka Johna Calea, při němž hrál písně z prvních dvou alb kapely The Velvet Underground. Společně s Dohertym zpíval písně „White Light/White Heat“, „European Son“ a „Run Run Run“ a společně se všemi zúčastněnými hosty hráli také v závěrečné písni „Sister Ray“.